# Велика награда Катара 2021.
Велика награда Катара 2021. (званично позната као енгл. Formula 1 Ooredoo Qatar Grand Prix 2021) је била трка Формуле 1, одржана 21. новембра 2021. на Међународној стази Лосаил у Катару. Трка је била 20. рунда светског шампионата Формуле 1 2021. Била је то прва у историји Велика награда Катара.
Луис Хамилтон победио је у трци испред Макса Верстапена, док је Фернандо Алонсо узео свој први подијум од Велике награде Мађарске 2014.

## Позадина
Велика награда Катара није била у оригиналном календару, али је додата уместо Велике награде Аустралије, која је отказана због пандемије KОВИД-19. То је била прва Велика награда Катара, са 10-годишњим уговором за домаћинство од 2023. године, али неће бити Велике награде Катара 2022. године, пошто земља треба да буде домаћин светског првенства у фудбалу 2022.

### Шампионат пре трке
На путу ка трци, Макс Верстапен је предводио светски шампионат возача са 332,5 поена, имајући 14 бода предности над другопласираним Луисом Хамилтоном. Валтери Ботас је био трећи са 203 бода, превише иза Верстапена да би могао да освоји титулу, али 25 бодова испред Серхија Переза на четвртом месту, док је Ландо Норис пети са 151 поеном. У светском поредку конструктора, Мерцедес је водио са 521,5 бодова имајући 11 бода предности над другопласираним Ред булом. Ферари је био трећи са 287,5 бодова испред Макларена са 256 бода. Алпин и Алфа Таури су били пети и шести са по 112 бодова, а Алпин је био испред захваљујући победи коју нема Алфа Таури.

### Учесници
Возачи и тимови су били исти као на листи за пријаву сезоне без додатних резервних возача за трку или тренинг.

### Избор гума
Једини добављач гума Пирели доделио је Ц1, Ц2 и Ц3 смеше гума које ће се користити у трци.

## Тренинзи
Ове недеље су вожена три тренинга, сваки је трајао по сат времена. Прва два тренинга била су у петак, 19. новембра у 13:30 и 17:00 по локалном времену (УТЦ+03:00). Први тренинг завршен са најбржим Максом Верстапеном у Ред бул рејсингу, испред возача Алфа Таурија, Пјера Гаслија и возача Мерцедеса, Луиса Хамилтона. Други тренинг завршен са најбржим Валтеријем Ботасом, док су Гасли и Верстапен били иза. На трећем тренингу, одржаном у суботу од 14 часова, Ботас је поново био најбржи, док је други био његов сувозач Хамилтон, а трећи Макс Верстапен.

## Квалификације
Квалификације су одржане у 17:00 по локалном времену и трајале су један сат.

### Квалификациона класификација
| Поз.   | Бр. | Возач             | Конструктор  | Квалификациона времена | Квалификациона времена | Квалификациона времена | Стартна позиција |
| Поз.   | Бр. | Возач             | Конструктор  | К1                     | К2                     | К3                     | Стартна позиција |
| ------ | --- | ----------------- | ------------ | ---------------------- | ---------------------- | ---------------------- | ---------------- |
| 1      | 44  | Луис Хамилтон     | Мерцедес     | 1:21,901               | 1:21,682               | 1:20,827               | 1                |
| 2      | 33  | Макс Верстапен    | Ред бул      | 1:21,996               | 1:21,984               | 1:21,424               | 71               |
| 3      | 77  | Валтери Ботас     | Мерцедес     | 1:22,016               | 1:21,991               | 1:21,478               | 62               |
| 4      | 10  | Пјер Гасли        | Алфа Таури   | 1:22,535               | 1:21,728               | 1:21,640               | 2                |
| 5      | 14  | Фернандо Алонсо   | Алпин        | 1:22,422               | 1:21,894               | 1:21,670               | 3                |
| 6      | 4   | Ландо Норис       | Макларен     | 1:22,839               | 1:22,216               | 1:21,732               | 4                |
| 7      | 55  | Карлос Саинз      | Ферари       | 1:22,304               | 1:22,241               | 1:21,840               | 5                |
| 8      | 22  | Јуки Цунода       | Алфа Таури   | 1:22,458               | 1:22,058               | 1:21,881               | 8                |
| 9      | 31  | Естебан Окон      | Алпин        | 1:22,565               | 1:22,012               | 1:22,028               | 9                |
| 10     | 5   | Себастијан Фетел  | Астон Мартин | 1:22,549               | 1:22,146               | 1:22,785               | 10               |
| 11     | 11  | Серхио Перез      | Ред бул      | 1:22,398               | 1:22,346               | N/A                    | 11               |
| 12     | 18  | Ланс Строл        | Астон Мартин | 1:22,551               | 1:22,460               | N/A                    | 12               |
| 13     | 16  | Шарл Леклер       | Ферари       | 1:22,742               | 1:22,463               | N/A                    | 13               |
| 14     | 3   | Данијел Рикијардо | Макларен     | 1:22,688               | 1:22,597               | N/A                    | 14               |
| 15     | 63  | Џорџ Расел        | Вилијамс     | 1:22,863               | 1:22,756               | N/A                    | 15               |
| 16     | 7   | Кими Рејкенен     | Алфа Ромео   | 1:23,156               | N/A                    | N/A                    | 16               |
| 17     | 6   | Николас Латифи    | Вилијамс     | 1:23,213               | N/A                    | N/A                    | 17               |
| 18     | 99  | Антонио Ђовинаци  | Алфа Ромео   | 1:23,.262              | N/A                    | N/A                    | 18               |
| 19     | 47  | Мик Шумахер       | Хас          | 1:23,407               | N/A                    | N/A                    | 19               |
| 20     | 9   | Никита Мазепин    | Хас          | 1:25,589               | N/A                    | N/A                    | 20               |
| Извор: |     |                   |              |                        |                        |                        |                  |

- ^1  – Макс Верстапен је добио казну од пет места на старту јер није испоштовао двоструке жуте заставе у К3.[15]
- ^2  – Валтери Ботас је добио казну од три места на старту јер није испоштовао жуту заставу у К3.[16]

## Трка
Трка је почела у 17:00 по локалном времену и трајала је 57 кругова.

### Тркачка класификација
| Поз.                                                        | Бр. | Возач             | Конструктор  | Кругова | Време/Разлика | Место | Поени |
| ----------------------------------------------------------- | --- | ----------------- | ------------ | ------- | ------------- | ----- | ----- |
| 1                                                           | 44  | Луис Хамилтон     | Мерцедес     | 57      | 1:24:28,471   | 1     | 25    |
| 2                                                           | 33  | Макс Верстапен    | Ред бул      | 57      | +25,743       | 7     | 191   |
| 3                                                           | 14  | Фернандо Алонсо   | Алпин        | 57      | +59,457       | 3     | 15    |
| 4                                                           | 11  | Серхио Перез      | Ред бул      | 57      | +1:02,306     | 11    | 12    |
| 5                                                           | 31  | Естебан Окон      | Алпин        | 57      | +1:20,570     | 9     | 10    |
| 6                                                           | 18  | Ланс Строл        | Астон Мартин | 57      | +1:21,274     | 12    | 8     |
| 7                                                           | 55  | Карлос Саинз      | Ферари       | 57      | +1:21,911     | 5     | 6     |
| 8                                                           | 16  | Шарл Леклер       | Ферари       | 57      | +1:23,126     | 13    | 4     |
| 9                                                           | 4   | Ландо Норис       | Макларен     | 56      | +1 круг       | 4     | 2     |
| 10                                                          | 5   | Себастијан Фетел  | Астон Мартин | 56      | +1 круг       | 10    | 1     |
| 11                                                          | 10  | Пјер Гасли        | Алфа Таури   | 56      | +1 круг       | 2     |       |
| 12                                                          | 3   | Данијел Рикијардо | Макларен     | 56      | +1 круг       | 14    |       |
| 13                                                          | 22  | Јуки Цунода       | Алфа Таури   | 56      | +1 круг       | 8     |       |
| 14                                                          | 7   | Кими Рејкенен     | Алфа Ромео   | 56      | +1 круг       | 16    |       |
| 15                                                          | 99  | Антонио Ђовинаци  | Алфа Ромео   | 56      | +1 круг       | 18    |       |
| 16                                                          | 47  | Мик Шумахер       | Хас          | 56      | +1 круг       | 19    |       |
| 17                                                          | 63  | Џорџ Расел        | Вилијамс     | 55      | +2 круга      | 15    |       |
| 18                                                          | 9   | Никита Мазепин    | Хас          | 55      | +2 круга      | 20    |       |
| Оду                                                         | 6   | Николас Латифи    | Вилијамс     | 50      | Пукла гума    | 17    |       |
| Оду                                                         | 77  | Валтери Ботас     | Мерцедес     | 48      | Оштећење      | 6     |       |
| Најбржи круг: Макс Верстапен (Ред бул) – 1:23,196 (круг 57) |     |                   |              |         |               |       |       |
| Извор:                                                      |     |                   |              |         |               |       |       |

Напомена
- ^1  – Укључује један бод за најбржи круг.

## Поредак шампионата после трке
|           | Поз. | Возач          | Поени |
| --------- | ---- | -------------- | ----- |
| Unchanged | 1    | Макс Верстапен | 351,5 |
| Unchanged | 2    | Луис Хамилтон  | 343,5 |
| Unchanged | 3    | Валтери Ботас  | 203   |
| Unchanged | 4    | Серхио Перез   | 190   |
| Unchanged | 5    | Ландо Норис    | 153   |

|           | Поз. | Конструктор | Поени |
| --------- | ---- | ----------- | ----- |
| Unchanged | 1    | Мерцедес    | 546,5 |
| Unchanged | 2    | Ред Бул     | 541,5 |
| Unchanged | 3    | Ферари      | 297,5 |
| Unchanged | 4    | Макларен    | 258   |
| Unchanged | 5    | Алпин       | 137   |

- Напомена: Укључено је само првих пет позиција за оба поретка.